# Opactwo Cystersów w Łeknie

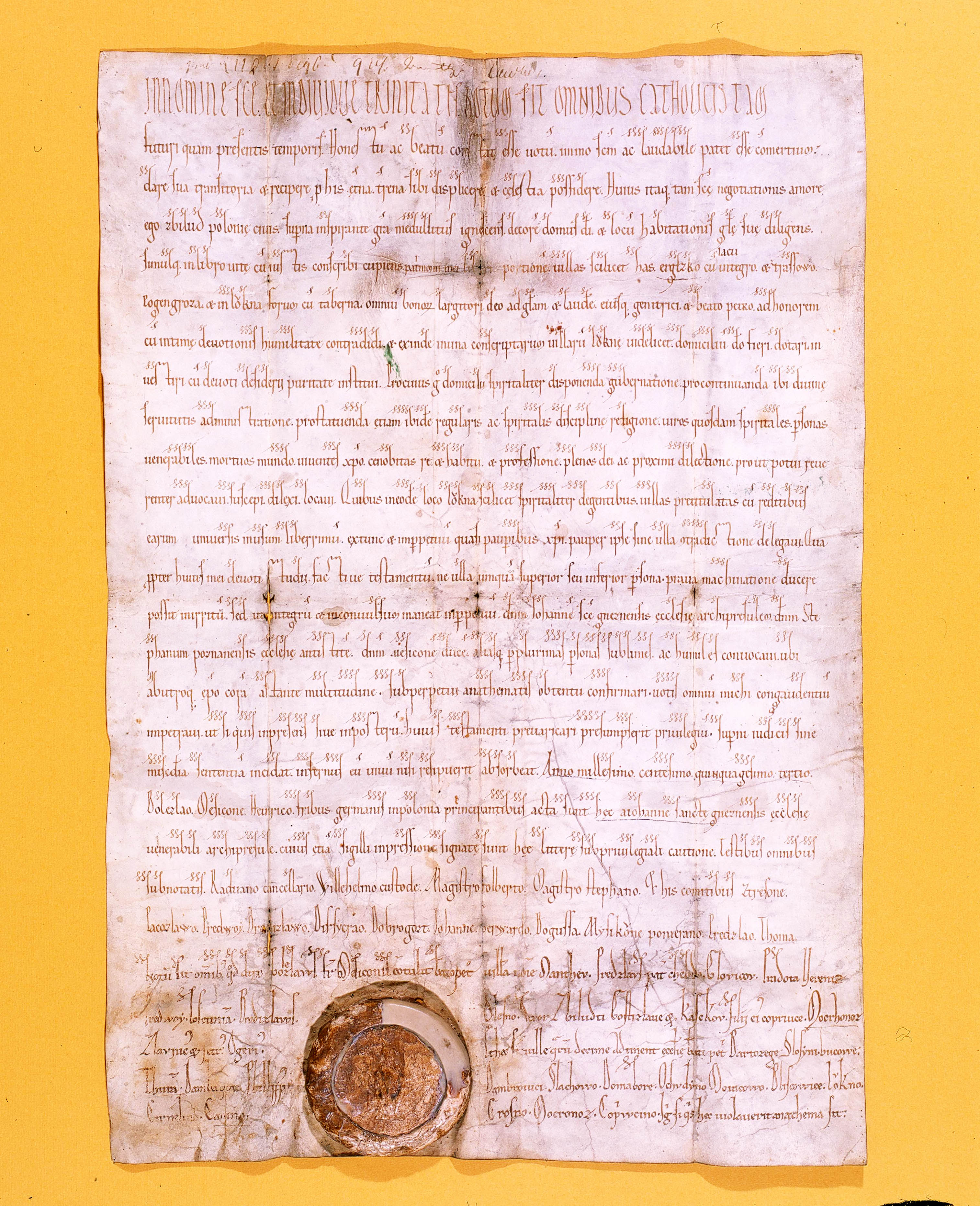
Dokument z 1154 notujący, że Zbilut (z rodu Pałuków) obywatel Polski (“Poloniae civis”) zakłada klasztor cystersów w Łeknie.

Opactwo Cystersów w Łeknie fundacji Zbyluta z Panigrodza z rodu Pałuków powstaje w roku 1153  na wczesnośredniowiecznym grodzie Łekno.

Dziś nieistniejące, we wczesnym średniowieczu było jednym z najzamożniejszych i szybko się rozwijających pośród opactw cysterskich w Polsce.
Do 1120 roku klasztory cysterskie tworzono tylko na terenie Francji. W początku lat dwudziestych XII w. pierwsze placówki tego zakonu zaczęły już powstawać na terytoriach ościennych - w 1123 roku na terenie Niemiec, w 1129 roku na Wyspach Brytyjskich, w 1131 roku na obszarze dzisiejszej Szwajcarii, w 1132 roku na terytorium obecnej Belgii i w Hiszpanii, a w 1135 roku w Austrii, w 1142 roku w Irlandii itd. Do około 1153 roku na terenie Europy funkcjonowały już ok. 343 klasztory. Największa ich liczba powstała w latach 1145-1152/1153, czyli w czasach panowania papieża bł. Eugeniusza III (cystersa) i życia św. Bernarda z Clairvaux. Ten czas był też okresem ich wyjścia na ziemie polskie.

## Lokacja i rys historyczny miejsca powstania klasztoru
W bulli papieża Innocentego II, dla kościoła gnieźnieńskiego. z roku 1136 Łekno wymienione w liczbie głównych kasztelanii, obok Gniezna, Ostrowa, Nakła i Kalisza.
W r. 1252, Przemysław książę polski, wieś Werkowo wyłącza z obrębu kasztelanii radzimskiej. a wciela do łekneńskiej (provincia Luknensi).

### Fundacja i lokata klasztoru
Dziedzic Łekna Zbylut, sprowadza do swej posiadłości już od roku 1143 cystersów niemieckich znad Renu. W klasztorze osiedlają się zakonnicy przybyli z Altenbergu pod Kolonią. Jest to więc linia altenberska cystersów podobnie jak w opactwach w Lądzie i Obrzy.
Wystawia im klasztor nad jeziorem i w roku 1153 wydaje dokument fundacyjny, w którym zwie siebie: „Zbilut civis Polonie" (Zbilut obywatel Polski).
Dokument fundacyjny, ze względu na jego charakter prawny i treść stanowi zakończenie procesu fundacji. Świadczy o tym zapis, w którym fundator stwierdza, że "... wedle swoich możliwości z szacunkiem zaprosił, przyjął godnie i osiedlił ... " w Łeknie cystersów. Tak więc fundacja, a należy przez to rozumieć, że i budowa podstawowych zabudowań sakralnych i klasztornych, była już aktem dokonanym. Cystersi z pewnością już od pewnego czasu przebywali w tej miejscowości. Na podstawie zachowanych źródeł można wnieść, że pojawili się oni w Łeknie około 1150 roku

### Kościół i Klasztor
Kościół i klasztor w Łeknie był budowany w kilku etapach. Jak wynika z dokumentu fundacyjnego pierwszy obiekt sakralny, był wzniesiony w momencie uroczystego aktu fundacji w 1153 roku. W porównaniu do kolejnych obiektów stawianych na tym miejscu był to niewielki kościół – miejsce modlitwy – oratorium. Wzniesiono go wraz z niezbędnymi zabudowaniami klasztornymi prawdopodobnie w okresie od ok. 1150 (?) do 1153 roku. Pod względem cech przestrzenno-strukturalnych był to obiekt zbudowany na planie prostokąta. Nawę od wschodu poprzedzało prostokątne przęsło prezbiterialne i eliptyczna apsyda. Od zachodu do nawy przylegał niewielki przedsionek ‑ kruchta. Łączna długość oratorium wynosiła ok. 25 m; szerokość nawy do 14,6 m; eliptyczna apsyda miała obwód ok. 13 m. Wymiary przęsła prezbiterialnego wynoszą 6,5 - 6,8 x 6,2 m, a jego powierzchnia całkowita ok. 42 m²; wymiary kruchty (zewnętrzne): długość ok. 5,5 m, szerokość ok. 6 m. Na dachu, na wysokości końca nawy i początku prezbiterium (na wysokości łuku tęczowego) znajdowała się wieżyczka sygnaturki z niewielkim dzwonem, który wyznaczał rytm modlitwy i pracy zakonników w ciągu doby.
Z okazji wpisania dokumentu fundacyjnego Zbyluta na krajową listę UNESCO pamięć świata w 2016 r. z inicjatywy prof. A.M. Wyrwy została wykonana kopia sygnaturki, którą powieszono wewnątrz łekneńskiego kościoła..
(Do czasów dzisiejszych nie zachowały się widoczne ponad grunt ruiny, wykopaliska można oglądać w skansenie archeologicznym w miesiącach letnich.)

### Donacje fundacyjne
W akcie fundacyjnym oddaje Zbylut klasztorowi ze swej ojcowizny wsi: Rgielsko z jeziorem, Straszewo i Panigródz, targowisku z karczmą w Lanie. Obiecuje wystawić i uposażyć kościół w Łeknie. Według dopisku późniejszego na akcie fundacji, książę Bolesław nadał klasztorowi wieś Mątwy, Przecław, ojciec Chebdy Głojków, Prandota i matka jego Wierzenict a także Przedwój, Łoskoń, Brodzisław, Oleśno, dalej Zbylut Panigródz, żona jego Gościeszyn i Kaczkowo, synowie: Po-krzywnicę, bracia: Słownik i Piotr: Mokronosy, Ogerynsz z matką i żoną, Turzę, mnich Filip Dębogórę.
Prócz tego dziesięciny z wielu wsi arcybiskupich i rycerskich. Widocznie więc już wcześnie bardzo, targowisko utworzone przy grodzie, zostało nadane na własność prywatną. Istniała już wtedy wieś tej nazwy, która miała dawać klasztorowi dziesięcinę.
W roku 1282 Przemyśl książę polski i wydaje przywilej na prawo niemieckie dla wsi klasztornej: Relitscs (?). Władysław książę polski, w 1296 r. w Poznaniu, nadaje klasztorowi kościół we wsi książęcej Zuń, z calem uposażeniem (Ulanow. Dok. 359.9 i 365.14).
Już na początku wieku XIII istnieje obok klasztoru kościół parafialny p. w. św. Piotra i Pawła, wzniesiony zapewne przez Cystersów, którzy też uzyskali przywilej na założenie miasta na prawie niemieckim.
Wieś sama zatrzymała dłużej prawo polskie i jeszcze na początku w. XVI stanowi przedmieście Łekna zwane. „Polskie prawo".
Włości klasztorne w szybkim tempie były pomnażane przez następne donacje, a później kupna i zamiany. Przedmiotem tych nadań i zakupów była ziemia, jeziora, lasy. Cystersi łekneńscy czerpali też duże zyski z dziesięcin w ok. czterdziestu czterech wsiach. Uzupełniały je immunitety ekonomiczne, sądowe i regalia. Do końca XIV w. cystersi łekneńscy byli w posiadaniu ok. pięćdziesięciu ośmiu wsi, w tym jezior, lasów, pól uprawnych, łąk, młynów wodnych.

## Przeniesienie siedziby klasztoru do Tarnowa
Od około początków XIII w., jak wynika z dokumentów, nastąpiło prawdopodobnie rozgraniczenie dóbr i wówczas klasztor znalazł się w obrębie granic administracyjnych Tarnowa Pałuckiego, które było wówczas niewielką osadą, położoną ok. 1 km na południe od klasztoru.
W źródłach nadal określano go jako opactwo w Łeknie. Osada, a potem miasto (ok. 1370-1888) Łekno, nigdy jednak nie była własnością cystersów łekneńsko-wągrowieckich.
Za rządów opata Hermana w 1370 r. król Kazimierz Wielki nadał cystersom z Łekna prawo magdeburskie i prawo do targów we wtorki każdego tygodnia w mieście Tarnowo Pałuckie.

## Działalność misyjna
Klasztor łekneński dał podwaliny powstania Opactw: w Lądzie nad Wartą (ok. 1175 (?) lub po 1186-1195 (?)) i w Obrze (1231-1238 do 1240 (?)). Daty te nie są pewne. Miał być też twórcą filii w Prusach, którą zamierzał fundować biskup Prus Chrystian. Fundacja ta jednak nie doszła do skutku.
Od ok. 1205 r. cystersi łekneńscy zaczęli prowadzić misję chrystianizacyjną w Prusach. Akcja misyjna została rozpoczęta przez opata łekneńskiego Gotfryda a od 1209-1212 kontynuowana przez Chrystiana, późniejszego biskupa Prus (od 1216), i działającego krótko u jego boku mnicha Filipa. Do czasu objęcia kierownictwa misji przez Chrystiana akcja chrystianizacyjna w Prusach była przede wszystkim związana z klasztorem Cystersów w Łeknie.

## Kult św. Urszuli
W 1258 r. cystersi łekneńscy i inne klasztory z linii altenberskiej otrzymały od kapituły generalnej cystersów zezwolenie na wprowadzenie w klasztorze kultu św. Urszuli i 11 tys. dziewic, i odprawiania jednej mszy tygodniowo z dwunastoma czytaniami. Świętą tę czczono w Kolonii, Altenbergu oraz m.in. w Lądzie, Obrze, Wągrowcu i kilku innych klasztorach cysterskich.
Jak wynika z dokumentu wystawionego w Kolonii w 1263 r., działające tam zgromadzenie dziewic machabejskich, w dniu 23 czerwca przekazało głowę jednej dziewicy z innymi licznymi relikwiami z tego zbioru Andrzejowi, kanonikowi gnieźnieńskiemu.
Jak można przypuszczać, część tych relikwii w tym czasie znalazła się najprawdopodobniej w klasztorze w Łeknie i jego filiach, a kto wie, czy nie trafiły one do Polski właśnie za przyczyną cystersów łekneńskich.(?)

## Spory
W XIII i XIV w. cystersi łekneńscy wiedli spór z rodem Pałuków o miasto Skoki z zamkiem i wszystkimi dochodami, który toczył się aż do XVII w.
W roku 1394 klasztor łekneński, podobnie jak lądzki, był w konflikcie z arcybiskupem gnieźnieńskim Dobrogostem, który nałożył m.in. na ten klasztor obowiązek zapłacenia dziesięcin od dziesięcin na rzecz Stolicy Apostolskiej. Zakonnicy nie zastosowali się do tych zarządzeń, w wyniku czego nałożono na nich ekskomunikę.
Protestując przeciw tym działaniom 13 grudnia 1394 r. brat Fryderyk, profes łekneński, w katedrze gnieźnieńskiej, w obecności arcybiskupa i innych duchownych, odczytał pismo protestacyjne, które miano skierować do papieża Bonifacego IX.

## Migracja do Wągrowca
Opactwo w Łeknie funkcjonowało tylko do przełomu XIV i XV w. Decyzją opata Tylmana stopniowo przeniesiono je z Łekna do Wągrowca. Początek tego procesu możemy określić na początek lat dziewięćdziesiątych XIV stulecia. Decyzja o migracji, była prawdopodobnie spowodowana problemami inżynieryjno-technicznymi, związanymi ze statecznością kościoła klasztornego w Łeknie. Mogły mieć na nią również wpływ inne czynniki, przede wszystkim gospodarcze, o czym pośrednio wspomina dokument z 1394. Patrz →Spory Proces przenoszenia opactwa trwał ok. 100 lat - do 1493 r. W wyniku tego klasztor w Łeknie stopniowo schodził do rangi "dawnego opactwa", zwanego od ok. XV-XVI w. Klasztorkiem, a później stał się folwarkiem (grangią) opactwa wągrowieckiego.
Po przeniesieniu klasztoru do Wągrówca, Cystersi drogą zamiany pozbyli się Łekna. Siedzą tu najpierw Łeknińscy, a następnie lzbinscy, którzy w drugiej połowie w. XVII wznieśli nowy kościół murowany.
W dykcyonarzu Echard'a (XVII w) występuje Łekno jako dawne gniazdo Łękińskich, zaś w wieku XIX Radomskich.

## Inne fundacje cysterskie w Polsce
Pierwsze fundacje klasztorów cysterskich w Polsce przypadają na koniec I i II połowy XII wieku. Powstają wówczas:
- Jędrzejów (fundowany w 1141-1149),
- Łekno (fund. 1153),
- Kołbacz (fund. 1173),
- Ląd (fund. 1175?),
- Lubiąż (fund. 1175),
- Sulejów (fund. 1176-77),
- Wąchock (fund. 1179),
- Koprzywnica (fund. 1185)
- Oliwa (fund. 1186).

Czas wznoszenia opactw nie pokrywał się zawsze z datą jego fundacji. Równolegle z wielkopolskimi wnoszono pierwsze obiekty klasztorne w Małopolsce. Okres intensywnych prac budowlanych przypada tu na końcowe lata XII wieku oraz I połowę XIII wieku.

## Literatura
- Wyrwa A.M., Klasztory cysterskie w Łeknie i Wągrowcu, Bydgoszcz 2010
- Wyrwa A.M.,Rotunda pw. św. Piotra w Łeknie na tle architektury wczesnopiastowskiej, w: III Forum Architecturae Poloniae Mediewalis, red. K. Stala, Kraków 2013, s. 341-371
- Wyrwa A.M., Święty Stefan Harding. Przyczynek do badań nad jego kultem na ziemiach polskich, Cistercium Mater Nostra. In orbe, Lux et sidera. Studia z dziejów Zakonu Cysterskiego dedykowane Davidowi H. Williamsowi w osiemdziesiątą rocznicę urodzin, t. VI, Kraków 2012-2013, s. 197-206
- Dokument fundacyjny Zbyluta dla klasztoru cysterskiego w Łeknie z 1153 roku, red. naukowa, wstęp, omówienie i komentarz A.M. Wyrwa, tłumaczenie A. Strzelecka, Poznań-Gniezno 2016
- Wyrwa A.M., Wczesnośredniowieczny srebrny skarb z Tarnowa (Łekna). Informacje na temat jego odkrywania, Studia Lednickie, t. XIII, Dziekanowice – Lednica 2014, s. 95 – 111; ISSN 0860-7893.